# Czambon

Czambon

Czambon – wodza pomocnicza, bardzo przydatna przy pracy z koniem na lonży oraz pod siodłem. Do pracy pod siodłem stosuje się tylko czambon gumowy lub gogue, z kolei czambon stały (tj. skórzany) służy jedynie do lonżowania. Czambon stały pozwala na pracę na tzw. niskiej ramie, zachęca do wejścia na wędzidło jednocześnie aktywizując mięśnie grzbietu. Czambon gumowy, nazywany najczęściej "gumami" służy do łatwego i szybkiego wprowadzenia konia na wędzidło i ustawienia głowy w zganaszowaniu, jednak niesie ryzyko przeniesienia kontaktu z wodzy na wypięcie i nieprawidłowej komunikacji w późniejszym okresie pracy. 
Głównym miejscem oddziaływania czambonu jest pysk i policzki konia.

## Gogue
Gogue działa bardzo podobnie do czambonu stałego, jednak ze względu na różnicę w sposobie zapinania nadaje się również do pracy z siodła. Zwykle jest skórzano-parciany. Jego wodza przypięta jest do popręgu, przechodząc między przednimi nogami konia. Jest przypięty przez kółka od wędzidła oraz przez kółeczka na pasku przymocowanym przy potylicy konia. Jest łagodniejszy w oddziaływaniu na kąciki pyska konia.

## Zastosowanie
Czambon pomaga koniom w kształtowaniu mięśni grzbietu. Ma doprowadzić do obniżenia szyi, wydłużenia mięśni i uwypuklenia krzyża